# Isabel de Bragança, Duquesa de Guimarães
D. Isabel de Bragança (Vila Viçosa, 1511 - Vila Viçosa, 16 de setembro de 1576). Era filha de D. Jaime I, Duque de Bragança e D. Leonor de Gusmão, assassinada pelo marido em 1512. Casou-se em Vila Viçosa a 23 de abril de 1537 com o infante D. Duarte de Portugal, 4.º Duque de Guimarães, filho de D. Manuel I. Tiveram três filhos:
- D. Maria de Portugal, Duquesa de Parma e Placência;
- D. Catarina de Portugal, Duquesa de Bragança;
- D. Duarte de Portugal, 5.º Duque de Guimarães.

Escreveu o manuscritoː Notas aos Evangelhos que se lem nas Domingas e Festas.
Morreu com cerca de 65 anos, sendo sepultada no Convento das Chagas de Cristo (Panteão das Duquesas de Bragança), em Vila Viçosa.